# バッカスの誕生
『バッカスの誕生』（バッカスのたんじょう、仏: La Naissance de Bacchus、英: The Birth of Bacchus）、または『ニュサのニンフに委ねられる幼児バッカス、エコーとナルキッソスの死』（ニュサのニンフにゆだねられるようじバッカス、エコーとナルキッソスのし、英: The Infant Bacchus Entrusted to the Nymphs of Nysa; The Death of Echo and Narcissus）は、17世紀フランスの巨匠ニコラ・プッサンが晩年の1657年にキャンバス上に油彩で制作した絵画である。元来、プッサンの友人の画家ジャック・ステラのために描かれたが、その後、数々の所有者を経て、1923年にはサミュエル・サックス (Samuel Sachs) に購入された。作品は1942年にサミュエル・サックス夫人から寄贈されて以来、ケンブリッジにあるフォッグ美術館に所蔵されている。なお、プッサンは、もう1点の『バッカスの誕生』も制作したが、現存せず、版画によって知られるのみである。

## 作品
本作の主題は、フィロストラトスの『エイコネス』 (『神々の像』) に加え、オウィディウスの『変身物語』、エウリピデスの『バッコスの信女』から採られている。バッカスの母セメレーは、恋人のユピテルに向かって、輝かしい衣で彼女のもとに現れるように願ったが、ユピテルから発する天上の火に打たれて滅びる。ユピテルは、炎の中からセメレーの胎内で半ば育っていた2人の子供を取り出して、自らの太腿に縫い込み、やがてバッカスが生まれた。

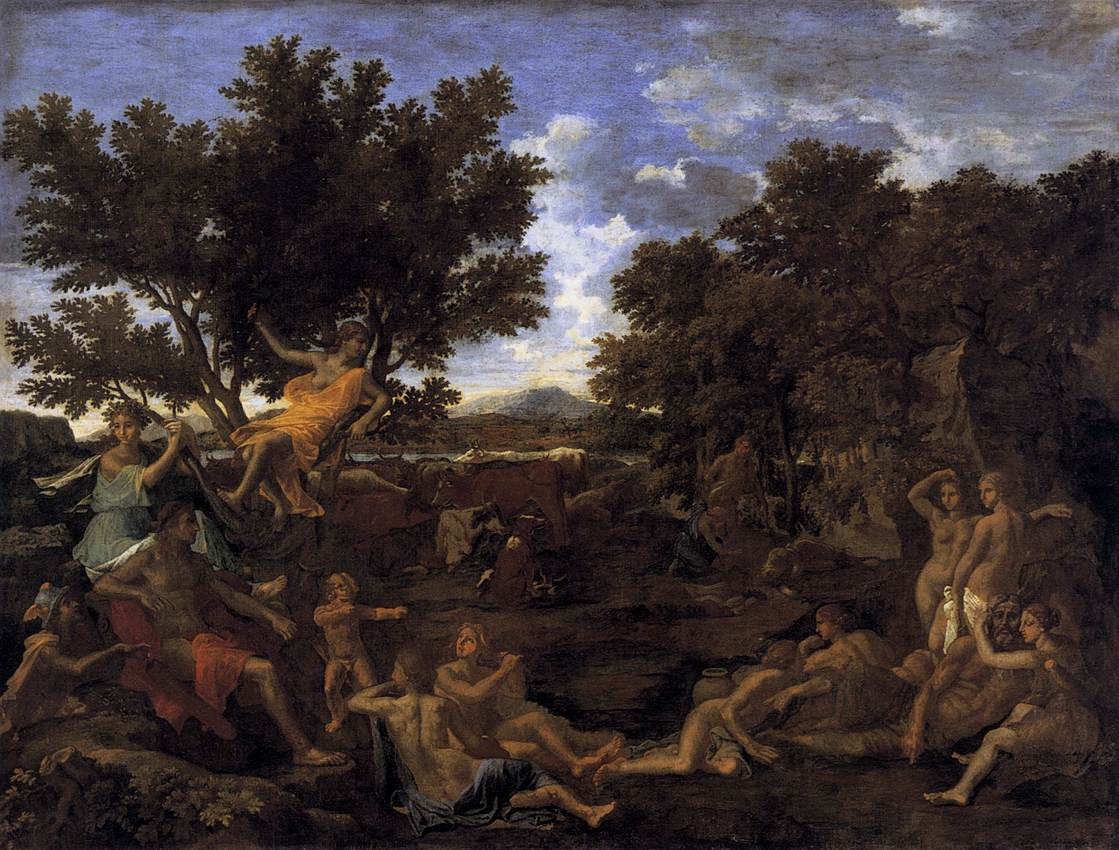
ニコラ・プッサン『アポロンとダフネ』 (1661-1664年)、ルーヴル美術館、 パリ

描かれている場所は、古代ギリシアの都市国家ティーヴァにあった聖なる地ニュサ である。画面上部右の雲の中にバッカスを生んだユピテルが横たわっている。彼の横にはヘーベーがかしずいて、疲労した彼にアムブロシアー (神々の食べ物) を捧げている。画面下部右側には、澄んだ水から浮き出しているナーイアス (泉と川のニンフ) たちの見事な群像がある。彼女たちは、天のユピテルを指さすメルクリウスによって奇跡的に運んでこられた幼児バッカスを見たがっている。河神アケローオスの娘ディルケーは、メルクリウスから手渡されたバッカスをユピテルの妻ヘラの憤怒から守るという責務を喜んで受け入れている。これらの人物たちは、魔術的小像や神聖な器などが祀られているアケローオスの至聖所 (洞窟あるいは洞穴にある) の前で1つの楕円形をなしている。至聖所の上にはキヅタと、実がたわわに実ったブドウの蔓が生い茂り、その上には輝かしい空が広がっている。木々の中に身を隠した牧神パンはシュリンクスのフルートを吹いて、喜ばし気に幼子を迎えている。
画面は、陽気さと喜ばしさ、新しい生命、豊饒さに満ちている。しかし、画面下部右側には別の情景がある。半裸の青年が唇を開き、仰向けに倒れている。彼はすでに死んでいるか、瀕死の状態である。その後ろでは、1人の女が嘆き、身をかがめて泣いている。この2人は、17世紀のイタリアの美術理論家ジョヴァンニ・ピエトロ・ベッローリがいっているようにナルキッソスとエコーである。ナルキッソスの「死」はバッカスの「生」と対照されており、このことは生の終わりに近づいていた画家プッサンの想像力にふさわしい。プッサンは、自身の最後の作品である『アポロンとダフネ』 (ルーヴル美術館、パリ) においてもこの対照を表している。